# Dage med Kathrine
Dage med Kathrine er en dansk portrætfilm fra 2003, der er instrueret af Ulla Boye.

## Handling
Kathrine har boet i Danmark i 50 år. Hun blev sendt hertil som 7-årig fra Grønland og voksede op i en dansk plejefamilie i Skovshoved nord for København. Hun blev uddannet skolelærerinde, blev gift og mor til to børn, fik villa og båd. Men så begyndte fundamentet at skride for Kathrine; hun blev skilt og begyndte at drikke. Kathrine holdt op med at arbejde og blev hjemløs. Bænke, toiletter - og så Kofoeds Skole. I en ny lejlighed på 12. sal på Amager møder seerne Kathrine, som lever et liv, der svinger imellem kaos og orden. En hverdag, som få kender til og færre ønsker sig. Men Kathrine har valgt det liv, hun lever. Et tæt og skarpt portræt af et fint og værdigt menneske.